# Nishikawa
Nishikawa (西川町?) è una cittadina giapponese della prefettura di Yamagata.